# Bagad Landi

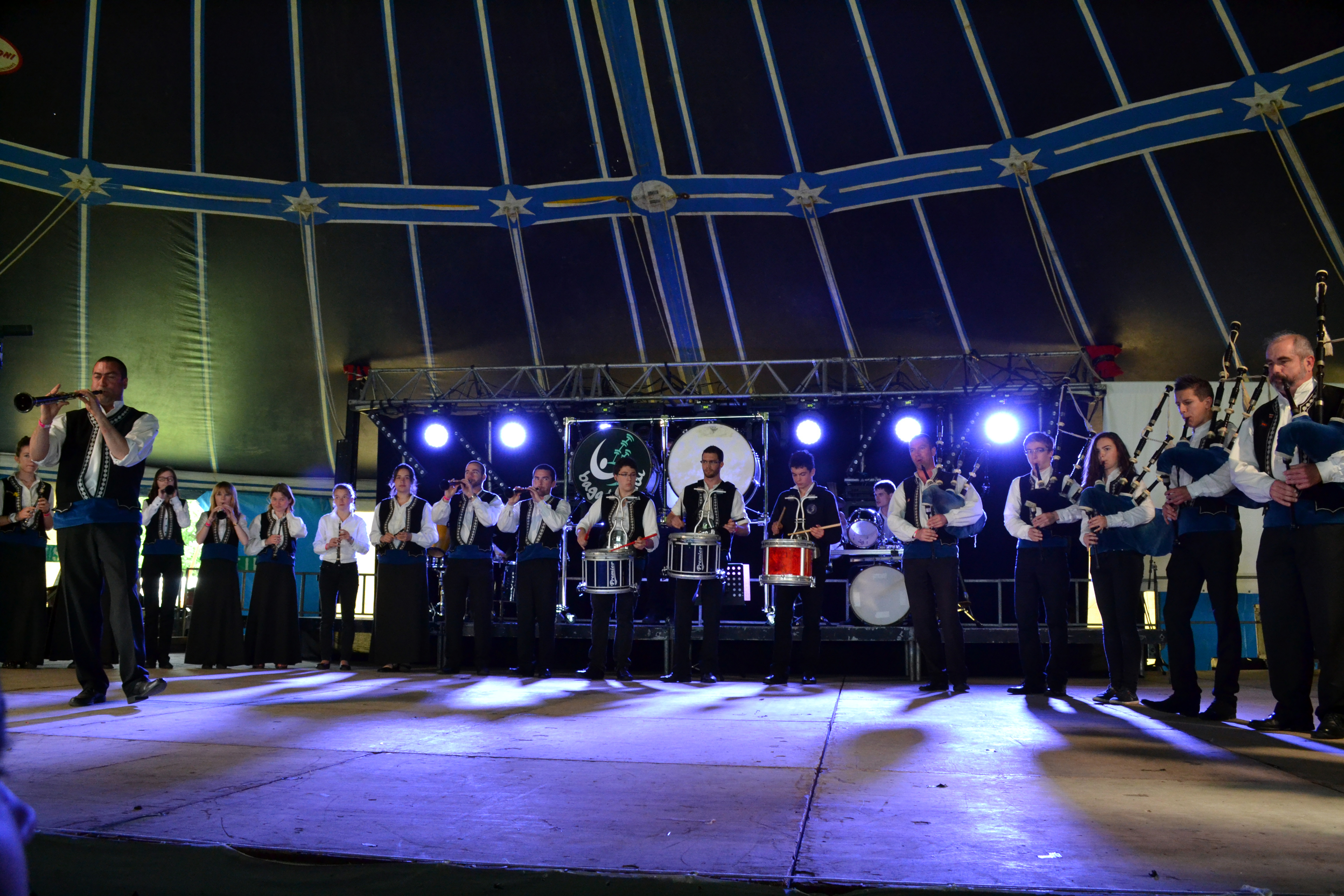
El Bagad Landi en 2013

El Bagad Landi es un bagad, formación musical típica de la región de Bretaña (Francia), creado en 1956 en Landivisiau (Finistere). 

## Histórico
Esta banda tiene su origen en una bagad escolar, fundada en 1959 por el hermano Dominique, profesor en el colegio Saint-Joseph de Landivisiau. Durante los años 60, la formación concursó en los campeonatos de bagadoù en segunda categoría, hasta que en 1970 desaparece, como todas las bagads escolares.
Es en 1984, a iniciativa de antiguos componentes y coincidiendo con el centenario del colegio Saint-Joseph, cuando el grupo resurge. Apoyándose en la escuela de música tradicional se forma de nuevo la bagad formada por antiguos y nuevos componentes retomando la participación en concursos en 1989.